# Herbert Gruhl

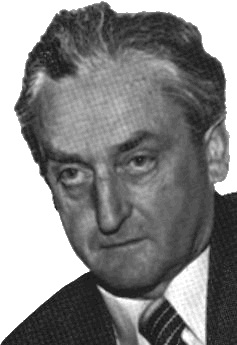
Herbert Gruhl

Herbert Gruhl (* 22. Oktober 1921 in Gnaschwitz, Sachsen; † 26. Juni 1993 in Regensburg, Bayern) war ein deutscher Politiker (CDU, GAZ/GRÜNE, ÖDP, UÖD), Umweltschützer (BUND) und Schriftsteller. Als Autor erlangte er vor allem durch sein 1975 erschienenes Buch Ein Planet wird geplündert – Die Schreckensbilanz unserer Politik größere Bekanntheit.
Gruhl wurde 1969 für die CDU in den Bundestag gewählt, dem er bis 1980 angehörte. Von 1975 bis 1977 war Gruhl Bundesvorsitzender des kurz zuvor gegründeten Bund für Umwelt- und Naturschutz Deutschland (BUND). Aufgrund von unüberbrückbaren Differenzen in der Umweltpolitik trat er am 12. Juli 1978 aus der CDU aus und gründete am darauffolgenden Tag die Grüne Aktion Zukunft (GAZ), die sich Anfang 1980 an der Gründung der Grünen beteiligte. Die GAZ setzte sich Anfang 1982 von den Grünen ab. Aus ihr ging die ÖDP hervor, zu deren erstem Bundesvorsitzenden er gewählt wurde. In den späten 1980er Jahren setzte eine „Entfremdung“ zwischen ihm und der Parteibasis ein, die in seinem Rücktritt vom Amt des Parteivorsitzenden 1989 ihren Höhepunkt fand. 1990 verließ er die ÖDP, schloss sich der rechtskonservativen Organisation Unabhängige Ökologen Deutschlands (UÖD) an und betätigte sich als Schriftsteller und Autor auch für linksalternative Blätter wie die Tageszeitung.

## Lebenslauf
Gruhl wurde 1921 als Bauernsohn in Gnaschwitz geboren und stammt aus einer alteingesessenen Oberlausitzer Familie. Er machte eine landwirtschaftliche Ausbildung. Nach Kriegsdienst im Zweiten Weltkrieg und Kriegsgefangenschaft studierte er an der Humboldt-Universität zu Berlin, dann an der neu gegründeten Freien Universität Berlin Germanistik, Geschichte und Philosophie. 1957 wurde er mit einer Arbeit über Hugo von Hofmannsthal promoviert.
1961 zog er nach Barsinghausen bei Hannover und engagierte sich zunächst von 1961 bis 1972 im dortigen Stadtrat. Beruflich war er als Angestellter bei der Organisationsmaschinen-Vertrieb GmbH in Hannover tätig. Von 1975 bis 1977 war Gruhl Vorsitzender des Bundes für Umwelt- und Naturschutz (BUND). Seine letzten Lebensjahre verbrachte er in einem 1978 von ihm erworbenen Bauernhof im oberbayerischen Marktschellenberg, von dem aus er nach Barsinghausen pendelte.
Gruhl war verheiratet und hatte vier Kinder. Am 26. Juni 1993 starb er im Alter von 71 Jahren nach einem Schlaganfall in Regensburg.

## Politische Karriere

### CDU (1954–1978)
1954 trat Gruhl in die CDU ein, deren Kreisvorsitzender im Landkreis Hannover er von 1965 bis 1974 war. Bei der Bundestagswahl 1969 wurde er erstmals in den Bundestag gewählt. 1969/70 war er zunächst Mitglied des Innenausschusses und beschäftigte sich zu dieser Zeit intensiv mit der Gefährdung der freiheitlichen demokratischen Grundordnung durch eine linksradikalisierte junge Generation. Fragen des Umweltschutzes lagen damals noch im Zuständigkeitsbereich des Innenausschusses. Gruhl wurde 1970 Sprecher der Fraktion in Umweltfragen. 1971 machte er in einer Bundestagsrede als erster Abgeordneter auf das Waldsterben aufmerksam. Im Vorfeld der Bundestagswahl 1972 übernahm Gruhl den Vorsitz der neu geschaffenen parteiinternen Arbeitsgruppe für Umweltvorsorge. Diese Arbeitsgruppe entwarf ein „Konzept der CDU für Umweltvorsorge“, an dem Richard von Weizsäcker als Schatten-Umweltminister in der Wahlkampfmannschaft von Rainer Barzel und Gruhl maßgeblich mitwirkten.
In der CDU/CSU-Bundestagsfraktion entwickelte Gruhl sich zu einem der wenigen Kritiker der Kernenergie. Die Veröffentlichung seines Buches Ein Planet wird geplündert – Die Schreckensbilanz unserer Politik im September 1975 avancierte zum Bestseller, wurde von der Parteispitze jedoch kaum öffentlich diskutiert. Nach der Bundestagswahl 1976, bei der Gruhl in seinem Wahlkreis Hannover-Land überdurchschnittlich viele Stimmen für die CDU hinzugewinnen konnte, entzog die CDU ihm die Aufgaben des Sprechers für Umweltfragen in Fraktion und Partei. Vor diesem Hintergrund teilte er im Herbst 1977 dem Journalisten Franz Alt, der damals Moderator der SWF-Sendung Report war, mit, dass die CDU nicht mehr seine politische Heimat sei. Alt lehnte Gruhls Bitte ab, zwischen ihm und dem CDU-Vorsitzenden Helmut Kohl zu vermitteln.
Am 12. Juli 1978 trat Gruhl unter großer Medienresonanz aus der CDU aus, behielt aber sein Bundestagsmandat. Aus diesem Anlass verlas er in Report einen offenen Brief an den damaligen CDU-Bundesvorsitzenden und späteren Bundeskanzler Helmut Kohl, in dem er der CDU vorwarf, an der Wachstumspolitik der 1960er Jahre festzuhalten und damit die „völlig neue Problemstellung der heutigen Welt“ in wirtschaftlicher und ökologischer Hinsicht zu verkennen. Seinen Parteiaustritt aus der CDU begründete Gruhl des Weiteren mit deren „Forderung nach der Neutronenwaffe“, mit dem durch Kohl „laufenden Versuch, strafbare Spendenaktivitäten vieler Jahre nachträglich mit einer Änderung des Parteiengesetzes für rechtmäßig zu erklären“ und mit von Unionspolitikern abgegebenen „Ehrenerklärungen“ für Hans Filbinger.

### Grüne Aktion Zukunft und Grüne (1978–1981)
Am 13. Juli 1978, nur einen Tag nach der Trennung von der CDU, gründete Gruhl die Grüne Aktion Zukunft (GAZ), deren Bundesvorsitzender er wurde. Die GAZ erhielt bei der Landtagswahl in Hessen am 8. Oktober 1978 nur 0,9 % der Stimmen. Zur Landtagswahl in Bayern am 15. Oktober 1978 schlossen sich die GAZ und die Aktionsgemeinschaft Unabhängiger Deutscher als AUD/Die Grünen zusammen und erhielten 1,8 %. Gruhl engagierte sich in der Folgezeit für den politischen Zusammenschluss grüner Parteien und Wählerbewegungen. Diese Bemühungen führten im März 1979 anlässlich der Europawahl im Juni 1979 zur Gründung des Parteienbündnisses Sonstige Politische Vereinigung Die Grünen. Gruhl wurde formal als Ersatzbewerber der Spitzenkandidatin Petra Kelly aufgestellt, was durch ein festgelegtes Rotationsprinzip faktisch eine gleichberechtigte Spitzenkandidatur bedeutete. Mit dem seinerzeit bekannten Slogan „Weder links, noch rechts, sondern vorn“ wollte Gruhl ideologische Differenzen durch eine Ausrichtung auf Zukunftsfragen überwinden. Dem Bündnis gelang mit 3,2 % ein Achtungserfolg.
Die GAZ beteiligte sich im Januar 1980 an der Gründung der Partei „Die Grünen“. Bei der Wahl des Bundesvorsitzenden der neu gegründeten Partei unterlag Gruhl 1980 in einer Kampfabstimmung gegen Dieter Burgmann. Gruhl vermutete eine taktische Aufstellung der Kandidaten durch den linken Flügel und sah den wertkonservativen Flügel durch die Wahl unzureichend repräsentiert.
Darüber hinaus kritisierte Gruhl auf dem Parteitag der Grünen in Saarbrücken am 23. März 1980 unter Berufung auf Erich Fromm, das beschlossene Programm der Partei sei „bestimmt […] vom Modus des Habens“, also zu materialistisch. Bereits am 2. März selben Jahres rief die GAZ zusammen mit der Grünen Liste Schleswig-Holstein und der Bremer Grünen Liste die Arbeitsgemeinschaft ökologische Politik bei den Grünen (AGÖP) aus, die einen Gegenpol zum dominierenden linken Flügel der Partei bilden sollte. Vier Monate später, am 16. Juli, gründeten diese die Organisation Grüne Föderation, die sich im Oktober in Ökologische Föderation umbenannte. 1981 löste sie sich endgültig aus der Partei heraus; Gruhl selbst verließ die Grünen am 18. Januar 1981; mit ihm traten etwa ein Drittel der Mitglieder aus. Für Gruhl war der frühe plötzliche Tod von Rudi Dutschke am 24. Dezember 1979 „eines der unglücklichen Ereignisse, durch welche die Entwicklung der Partei Die Grünen in Bahnen geriet, die nicht mehr die meinen [Gruhls] und der Mitglieder der Grünen Aktion Zukunft sein konnten“.

### ÖDP (1982–1990)
1982 war Gruhl Mitbegründer der Ökologisch-Demokratischen Partei (ÖDP), die teilweise aus der Ökologischen Föderation hervorging. Auf deren erstem öffentlichen Bundesparteitag am 6. und 7. März selben Jahres in Bad Honnef gewann Gruhl mit 101 zu 32 Stimmen die Wahl zum Bundesvorsitzenden gegen die niedersächsische ÖDP-Landesvorsitzende Heidrun Hamatschek. Bis 1989 blieb Gruhl ohne Unterbrechungen Bundesvorsitzender der Partei. In dieser Zeit prägte Gruhl die Außendarstellung und das Selbstverständnis der Partei insbesondere mit dem Slogan „Weniger ist mehr“ und führte sie 1988 zu einem ersten Achtungserfolg bei der Landtagswahl von Baden-Württemberg mit einem Ergebnis von 1,4 Prozent.
Im Februar 1989 schrieb Gruhl, er sei „fassungslos, […] daß ausgerechnet mit dem Erfolg in Baden-Württemberg große Teile der Partei sich nicht etwa auf den Ausbau des Erfolges konzentriert haben, sondern auf die Suche von Differenzpunkten unter uns […]“ In der Tat nahmen 1988/89 nicht nur die Angriffe von außen zu, sondern auch die internen Auseinandersetzungen gewannen an Schärfe. Im Zuge dessen erwirkte Gruhl gegen die Mitglieder des Parteivorstandes Maria Opitz-Döllinger und Peter Schröder am 14. Februar 1989 eine einstweilige Verfügung auf Unterlassung von ehrverletzenden Behauptungen ohne Wahrheitsgehalt. Doch Opitz-Döllinger und Schröder setzten auf dem folgenden Saarbrücker ödp-Bundesparteitag einen „Grundsatzbeschluß zur Abgrenzung der ödp von den Rechtsparteien“ (damals Die Republikaner, DVU und NPD) durch, den Gruhl als fortgesetzten „Richtungsstreit“ ablehnte, für den „Munition […] teils von den Grünen, meist jedoch von lächerlichen linksaußen stehenden Gruppen“ bezogen und faktisch eine Absage an die für ihn wichtige Wiedervereinigungsoption Deutschlands erteilt werde. Es gelang Gruhl nicht, eine Abwahl Opitz-Döllingers und Schröders durchzusetzen. Daraufhin legte er noch auf dem Parteitag in Saarbrücken 1989 sein Amt als Vorsitzender nieder. Am 14. Dezember 1990 – zwölf Tage nach der Bundestagswahl – erklärte er seinen Austritt aus der ÖDP.

### UÖD (ab 1990)
Gruhl gründete den „Arbeitskreis Ökologische Politik“, der in der rechtskonservativen, parteiunabhängigen Organisation Unabhängige Ökologen Deutschlands (UÖD) aufging und sich mit dem Mouvement écologiste indépendant (MEI) in Frankreich verbunden sah. Im UÖD-Organ Ökologie äußerte Herbert Gruhl zuletzt noch Kritik am Maastricht-Vertrag; dieser würde die Geltung des Grundgesetzes der Bundesrepublik Deutschland gefährden und sich über die Zukunftsfähigkeit einer europäischen Einheitswährung Illusionen machen: „So wie Esperanto eine künstliche Sprache ist, die sich nicht durchsetzen konnte, so kann das künstliche Einheitsgeld auch nur eine Attrappe für Währungen werden, die nicht zueinander passen.“

„Drei Parteien dürfen sich ‚rühmen‘, ihn [Gruhl] vorzeitig erschöpft und zu seinem frühen Tod beigetragen zu haben. Trotzdem hat er nicht vergeblich gekämpft; zwar schob man ihn persönlich nicht nur beiseite, sondern ließ ihn fallen, aber die Tatsachen, erst einmal klar ausgesprochen, waren nicht mehr völlig aus dem politischen Gesichtsfeld zu schielen.“

## Ehrungen
Bundespräsident Richard von Weizsäcker verlieh Herbert Gruhl für seine Verdienste um den Natur- und Umweltschutz 1991 das Bundesverdienstkreuz am Bande. Es wurde von der niedersächsischen Umweltministerin Monika Griefahn überreicht.

## Positionen
Gruhl vertrat die Position, dass es ein immerwährendes Wachstum nicht geben könne, und übte entschiedene Kritik an wachstumsfixierter Wirtschaftspolitik und vorherrschenden Wirtschaftstheorien. In Gruhls Verständnis verband sich Ökologie auch mit bevölkerungspolitischen Fragen. Er äußerte sich in diesem Zusammenhang auch kritisch gegenüber einer liberalen Zuwanderungspolitik. Die dringlichsten Probleme der Erde waren für Gruhl der ressourcenintensive Lebensstil der Industrieländer und die „Überbevölkerung“ der Erde, die er mit Begriffen wie „Menschenflut“ oder „Menschenlawinen“ drastisch beschrieb. Er sprach nie selbst, wie oft fälschlich unterstellt, von der möglichen Lösung von Überbevölkerungsproblemen in der „Dritten Welt“ durch Einsatz von Atomwaffen, sah diese zitierte Aussage aber als drastische Veranschaulichung der Gefahr an. Dass die weltweite Klimaschutzpolitik erfolgreich sein und sich für die Umwelt alles zum Besseren wenden könnte, hielt Gruhl anlässlich des UN-Umweltgipfels in Rio de Janeiro 1992 für eine unbegründete Hoffnung.
Aufgrund einiger Äußerungen wurde Gruhl verschiedentlich eine Nähe zu rechten Positionen attestiert. So schrieb er in seinem Bestseller Ein Planet wird geplündert, dass die Einwanderungspolitik der „europäischen Völker“ eine „sagenhafte Dummheit“ sei. Ein Jahr vor seinem Tod warnte Gruhl in dem Buch Himmelfahrt ins Nichts davor, dass „viele Kulturen in einem Raum zusammengemixt“ würden. Der Wert des Gemisches sinke „mit zunehmender Durchmischung“. Auf Einwände, ob das nicht der These vom „unwerten Leben“ ähnlich sei, meinte Gruhl: „Das ist ein Gesetz der Entropie, das wir besonders in der Ökologie haben, und dieses Gesetz gilt auch für menschliche Kulturen“.

## Autor
Größere Bekanntheit erlangte Gruhl 1975 durch sein Buch Ein Planet wird geplündert – Die Schreckensbilanz unserer Politik. Er prangert darin den Raubbau an den natürlichen Lebensgrundlagen durch immer mehr Wirtschaftswachstum an und fordert, dass „der Mensch […] von den Grenzen unserer Erde ausgehend denken und handeln“ müsse. Das Buch wurde zum Bestseller und Klassiker der Umweltliteratur. Es haben, wie der Historiker Gottfried Zirnstein urteilt, in Deutschland „wohl wenige Bücher die Öffentlichkeit so wachgerüttelt wie dieses“. Das 1982 vorgelegte Buch mit dem Titel Das irdische Gleichgewicht. Ökologie unseres Daseins war als Beitrag zu einer ökologischen Ethik gedacht, wurde auch verschiedentlich so wahrgenommen, fand aber bei weitem nicht die Resonanz wie das Vorgängerwerk. In den folgenden Jahren kam Gruhl zu der Schlussfolgerung, dass sich die Situation der Umwelt weltweit weiter verschlimmerte. Er legte unter dem Titel Himmelfahrt ins Nichts – Der geplünderte Planet vor dem Ende eine schonungslose Analyse vor, nach der der Raubbau des Menschen an der Natur nicht mehr zu stoppen sei, und fand damit kurz vor seinem Tod 1993 noch einmal größere mediale Beachtung.

## Werke
- Ein Planet wird geplündert. Die Schreckensbilanz unserer Politik. S. Fischer, Ffm. 1975–77 (160. Tsd.). Fischer-TB, 1978–1992 (164. Tsd.), ISBN 3-596-24006-9. (Platz 1 der Spiegel-Bestsellerliste vom 16. bis zum 29. Februar 1976)
- Das irdische Gleichgewicht. Ökologie unseres Daseins. Verlag Hans Erb, Düsseldorf 1982. TBA: dtv, München 1985, ISBN 3-423-10419-8.
- Glücklich werden die sein ... Zeugnisse ökologischer Weltsicht aus vier Jahrtausenden. Verlag Hans Erb, 1984. Mit akt. Vorwort: Ullstein-Sachbuch, 1989, ISBN 3-548-34605-7.[27]
- Der atomare Selbstmord. Herbig-Verlag, München 1986. Erweitert und mit aktuellem Vorwort: Ullstein-Sachbuch, 1988, ISBN 3-548-34456-9.[28]
- Überleben ist alles. Erinnerungen. (Autobiografie). Herbig, München 1987. Ullstein-Sachbuch, 1990, ISBN 3-548-34662-6.
- Himmelfahrt ins Nichts. Der geplünderte Planet vor dem Ende. 432 Seiten, Verlag Langen-Müller, München 1992, ISBN 3-7844-2396-5, DNB 920894739

Sonstiges
- Hugo von Hofmannsthal. Die existenziellen Grundlagen und die geistesgeschichtlichen Bezüge seines Werkes. Diss., 630 S., F. U. Berlin, 1957, DNB 480742367.
- Rede vor dem Deutschen Bundestag zur ersten Parlamentsdebatte über den Umweltschutz am 16. Dezember 1970.
- Häuptling Seattle hat gesprochen. Der authentische Text seiner Rede mit einer Klarstellung: Nachdichtung und Wahrheit. Hans Erb, 1984, ISBN 3-88458-082-5. (mit 10 Illustrationen von I. Wawrin, 1989 bei Rixdorfer Verlagsanstalt Berlin, 61 Seiten)
- Unter den Karawanen der Blinden. Schlüsseltexte, Interviews und Reden (1976–1993). Verlag Peter Lang, Frankfurt 2005, ISBN 3-631-54618-1.[29]
- Aphorismen. Menschliches, Ökologie und Politik. Gerhard Hess Verlag, Bad Schussenried 2021, ISBN 978-3-87336-731-9.